# ジェフリー・ワイガンド

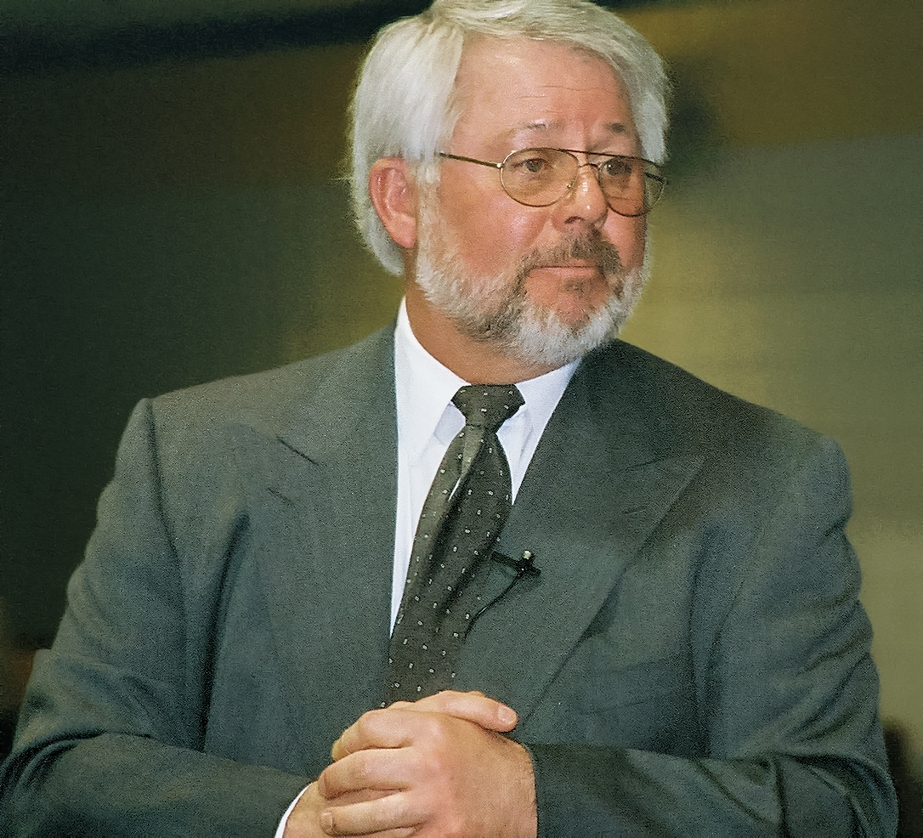
ジェフリー・ワイガンド（2006年）

ジェフリー・ワイガンド（Jeffrey Wigand, 1942年 - 、ニューヨーク生まれ）は、かつて大手タバコメーカーのブラウン・アンド・ウィリアムソン (B&W) 社の研究開発担当副社長であった。
CBSニュースの番組「60 Minutes」において、B&W社がニコチンとタバコの健康への影響の調査データを改竄しようとした行いを暴露したことで 内部告発者になった。このことでワイガンドは、匿名の脅迫を受けたと訴えた。
この事件は映画『インサイダー』で描かれ、ラッセル・クロウがワイガンドを演じた。

## 経歴
ジェフリー・ワイガンドはニューヨーク市ブロンクス区にあったカトリック教徒の家庭で育った。子供時代に両親はニューヨーク州内のフェザントバレーへ引っ越す。
ニューヨーク州立大学バッファロー校理学部卒、ニューヨーク州立大学バッファロー校理学研究科博士課程修了。ファイザー、ジョンソン・エンド・ジョンソンなどを経て、ユニオンカーバイド東京支社のマーケティングディレクター、テクニオンインスツルメンツ社の副社長を歴任。
1989年1月にB&W社に入社して研究開発担当副社長となるが、1993年3月24日に解雇された。その後、ブラウン・アンド・ウィリアムソンの内部告発者として報道されるようになった。彼の日常生活は、B&W社による嫌がらせや家族に対しての脅迫などで崩壊したが、1年半後、ワイガンドは高校で教鞭をとり始め、今日まで続けている。
最初の妻リンダと1970年に柔道教室で出会った。結婚のすぐ後に、リンダは多発性硬化症を発症し、離婚することになった。ジョンソン・エンド・ジョンソンで働いているとき、1981年に彼は2番目の妻ルクレティアに出会った。
柔道有段者。東京駐在の経験があり、ある程度日本語が話せる。